# Endofyt
Endofyt je endosymbiotický organismus, zejména bakterie, sinice, houby), který část nebo celý život žije v těle rostlin. Jejich základní vlastností je, že alespoň část životního cyklu svému rostlinnému hostiteli neškodí. Někdy tyto organismy přinášejí dokonce rostlinám užitek.
Endofyty se mohou přenášet z jedince na jedince buď vertikálně (z rodiče na potomstvo, především uvnitř semen), nebo horizontálně (z jednoho jedince na jiného).
Endofytické druhy v jedné rostlině tvoří celá společenstva, v nichž některé organismy dominují a některé jsou vzácnější či omezené na určitý orgán.

## Endofytické houby
Jedním z nejčastějších endofytů jsou houby. V rostlinných pletivech tvoří mycelium (podhoubí), orgány sloužící k rozmnožování (plodnice) se tvoří vždy na povrchu rostliny. Endofytický druh bývá velmi druhově specifický: to znamená, že téměř každý rostlinný druh hostí svou unikátní endofytickou houbu. Rozdíl je zpravidla také v tom, o jaký rostlinný orgán se jedná: jiný druh houby se vyskytuje ve stonku, jiný v listu. Také platí, že nejvíce endofytických hub se vyskytuje na povrchu orgánů, ve vnitřních částech např. kmene.
Z hlediska ekologie se spíše nejedná o mutualismus (oboustranně výhodný vztah), ale o přísně kontrolovaný parazitismus, kdy endofytická houba poškozuje svého hostitele jen minimálně. Symbiotické vazby u endofytických hub jsou velmi různorodé, a například při vážném poškození rostliny některé houby „přepnou“ na parazitický způsob života.
Houby především u travin produkují některé toxiny, které odrazují býložravce (hmyz) nebo působí herbivorům otravu (včetně hospodářsky významných zvířat). Endofytické houby také často hubí svými sekundárními metabolity patogenní druhy hub, čímž rovněž vlastně pomáhají svým hostitelským rostlinám.
Z hlediska systematiky jsou nejčastějšími endofytickými druhy vřeckovýtrusné houby a konidiální houby (Deuteromycota), vzácně i stopkovýtrusné houby. Nejhojnějším řádem vřeckovýtrusných hub v rostlinných pletivech jsou Xylariales a Leotiales.